# Burkersdorf (Ortrand)
Burkersdorf (hornolužickosrbsky Burcharćicy) je místní část města Ortrand v německé spolkové zemi Braniborsko. Nachází se v zemském okrese Horní Sprévský les-Lužice v Horní Lužici.

## Historie
Burkersdorf byl založen ve středověku jako ulicová vesnice. První písemná zmínka pochází z roku 1498, kdy je ves zmíněna jako Burckersdorff. V roce 1960 byla do té doby samostatná obec připojena k Ortrandu.

## Přírodní poměry
Burkersdorf leží v severní části města Ortrand na jihu Braniborska poblíž braniborsko-saské hranice a zároveň na hranici Horní Lužice. Samotný Ortrand však k Horní Lužici nenáležel. Jižní hranici sídla tvoří od východu na západ protékající řeka Pulsnitz. Burkersdorfem prochází železniční trať Großenhain–Chotěbuz, přičemž nejbližší nádraží je stanice Ortrand. Severní částí území prochází spolková dálnice A13.

## Pamětihodnosti
- památník obětem 1. světové války